# What's Love Got to Do with It
What's Love Got to Do with It és una pel·lícula biogràfica dirigida per Brian Gibson, estrenada el 1993 i que explica la història de Tina Turner.
El guió cinematogràfic va ser adaptat per Kate Lanier del llibre I, Tina escrit per Tina Turner i Kurt Loder. La pel·lícula pinta una fosca fotografia de la relació entre ella i el llavors mentor i marit Ike Turner. Com a part de la banda sonora de What's Love Got to Do with It? es va incloure el hit «I Don't Wanna Fight». La pel·lícula va guanyar en total gairebé 50 milions de dòlars als Estats Units.

## Argument
What's Love Got to Do With It és la biografia filmada de la cantant de rock Tina Turner (Angela Bassett), documentant els seus esforços per separar-se del seu marit Ike (Laurence Fishburne). Després d'unes quantes escenes que detallen la vida de Tina com a cantant jove a Nutbush, Tennessee, va descobrir Ike Turner, un compositor, guitarrista, i productor de discos. Ike pren Tina sota la seva protecció i la fa una estrella, però la seva fama el converteix en gelós i injuriós, i ella ha de lluitar per quedar lliure de la seva dominació.
Finalment, Tina s'allibera d'Ike i intenta fer-se una carrera. Coneixa el famós director Roger Davies (que havia treballat amb Olivia Newton-John a l'època). La pel·lícula acaba amb una confrontació final entre Ike i Tina abans de l'espectacle de Tina al Ritz, on Ike apunta amb una pistola a Tina. Tina continua a l'escenari per cantar la seva nova cançó " What's Love Got To Do With It " que arribaria a ser un èxit.

## Premis i nominacions

### Premis

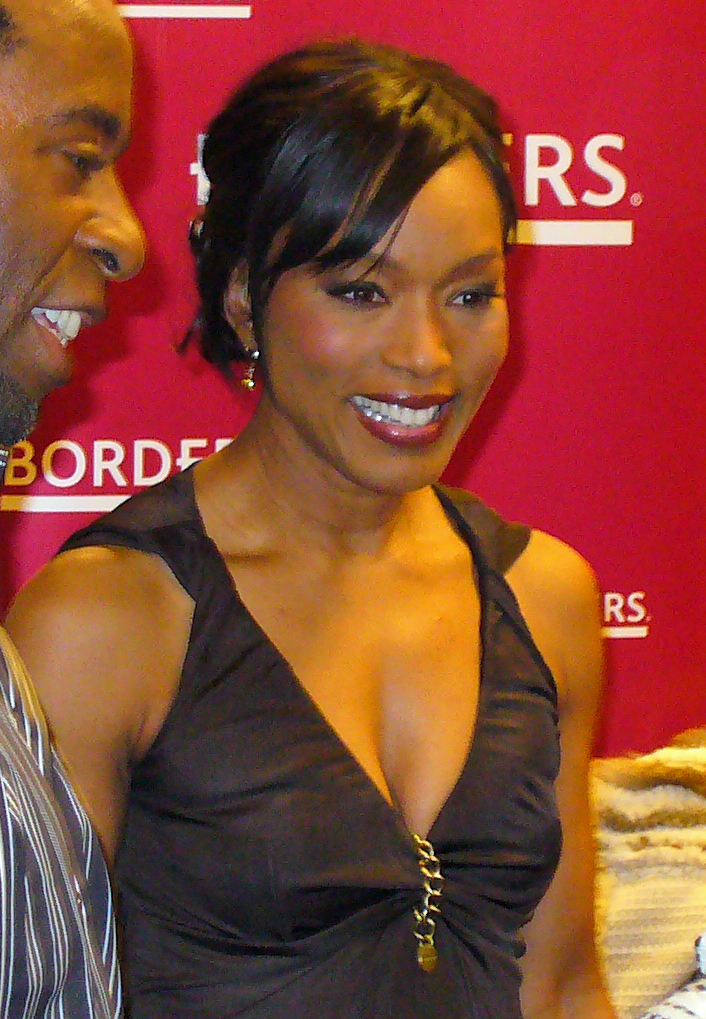
Angela Bassett, nominada a l'oscar pel seu paper a la pel·lícula

- 1994: Globus d'Or a la millor actriu musical o còmica per Angela Bassett

### Nominacions
- 1994: Oscar al millor actor per Laurence Fishburne
- 1994: Oscar a la millor actriu per Angela Bassett
- 1994: Grammy a la millor cançó escrita específicament per a pel·lícula o televisió per "I Don't Wanna Fight"